# تيري يورجنسن
تيري يورجنسن (بالإنجليزية: Terry Jorgensen)‏ هو لاعب كرة قاعدة أمريكي، ولد في 2 سبتمبر 1966 في كيواوني في الولايات المتحدة.

## وصلات خارجية
- تيري يورجنسن على موقعبيزبول رفرنس.كوم (الدوري الرئيسي) (الإنجليزية)
- تيري يورجنسن على موقعبيزبول رفرنس.كوم (الدوري الثانوي) (الإنجليزية)
- تيري يورجنسن على موقع مشجعي الرسوم البيانية (الإنجليزية)